# Kantonsbibliothek
Eine Kantonsbibliothek ist eine Bibliothek, die alle Publikationen aus einem Schweizer Kanton sammelt. Dies umfasst Veröffentlichungen, die bei einem kantonalen Verleger erschienen sind oder von einem im Kanton lebenden oder heimatberechtigten Autor stammen sowie Werke, die den Kanton beziehungsweise kantonsbezogene Inhalte zum Thema haben.
Die einzelnen Bibliothekstypen sind jedoch nicht immer klar getrennt; je nach Kanton wurden Stadt- und/oder Universitätsbibliotheken mit den Kantonsbibliotheken zusammengelegt. Dies ist unter anderem der Fall in Zug und Genf.

## Liste der Schweizer Kantonsbibliotheken
- Aargau – Aargauer Kantonsbibliothek
- Appenzell Ausserrhoden – Kantonsbibliothek Appenzell Ausserrhoden
- Appenzell Innerrhoden – Innerrhodische Kantonsbibliothek
- Basel-Landschaft – Kantonsbibliothek Baselland
- Basel-Stadt – Universitätsbibliothek Basel
- Bern – Universitätsbibliothek Bern
- Freiburg – Kantons- und Universitätsbibliothek Freiburg
- Genf – Bibliothek von Genf
- Glarus – Glarner Landesbibliothek
- Graubünden – Kantonsbibliothek Graubünden
- Jura – Jurassische Kantonsbibliothek
- Luzern – Zentral- und Hochschulbibliothek Luzern
- Neuenburg – Öffentliche Bibliothek der Universität Neuenburg
- Nidwalden – Kantonsbibliothek Nidwalden
- Obwalden – Kantonsbibliothek Obwalden
- Schaffhausen – Stadtbibliothek Schaffhausen
- Schwyz – Kantonsbibliothek Schwyz
- Solothurn – Zentralbibliothek Solothurn
- St. Gallen – Kantonsbibliothek St. Gallen
- Tessin – Kantonsbibliothek Bellinzona[1]; Kantonsbibliothek Locarno; Kantonsbibliothek Lugano; Kantonsbibliothek Mendrisio
- Thurgau – Kantonsbibliothek Thurgau
- Uri – Kantonsbibliothek Uri Stiftung
- Waadt – Kantons- und Universitätsbibliothek Lausanne
- Wallis – Mediathek Wallis
- Zug – Bibliothek Zug
- Zürich – Zentralbibliothek Zürich